# جان جیمز واترستون
جان جیمز واترستون(به انگلیسی: John James Waterston) فیزیکدان اسکاتلندی بود که بین سال‌های ۱۸۱۱ تا ۱۸۸۳ می‌زیسته و به خاطر توسعه نظریه جنبشی گازها شناخته شده‌است.